# カナダグランプリ
カナダグランプリ（カナダGP, 英: Canadian Grand Prix, 仏: Grand Prix du Canada）は、カナダで1967年以降断続的に行われているF1世界選手権レースのひとつ。

## 概要
1961年に国内スポーツカー選手権として開催されたのが始まりで、1967年からF1世界選手権の一戦となった。1970年まではモスポート・パークとモントランブランで交互に行われていたが、1971年から1977年まではモスポート・パークでのみ開催された。1975年は開催されていない。オンタリオ湖近くにあるモスポート・パークは1961年にオープンしてF1でも利用されたが、安全性が低いという判断がされたこともあり、近年では大きなレースではあまり利用されていない。1964年にオープンしたモントランブランはケベック州のモントリオール北方150kmにあるサーキットで、コース幅が狭く曲がりくねっていることから追い抜きは難しい上、コースの狭さとバンピーな路面で、2回限りでF1は開催されなくなった。
1978年以降はモントリオールにあるジル・ヴィルヌーヴ・サーキットで行われている。このサーキットはセント・ローレンス川に浮かぶ人工島であるノートルダム島内に作られたものである。このノートルダム島は1967年にはモントリオール万国博覧会の会場、1976年にはモントリオールオリンピック会場となっていたことでも有名である。当時カナダの国民的英雄であったジル・ヴィルヌーヴが1982年のベルギーGP予選で事故死したことを悼み、同年に「サーキット・イル・ノートルダム」から改称されたもので、コース上には彼を讃えるメッセージがされている。コースのレイアウトは最近までは数年毎に細かい改修が行われていたが、基本的なコース特性は変わっておらず、高速サーキットである。現在のコースレイアウトになったのは、1996年からである。
当初はF1レースを行うにはいささか肌寒いシーズン終盤に日程が組まれていたが、1982年からは6月に行われるようになった。輸送の都合上2004年から2007年まではアメリカグランプリと2週連戦が組まれており、ヨーロッパスタイルとは毛色の違うサーキットで行われるシリーズとなっていたが、2009年は開催されず長いヨーロッパラウンドが続く事になった。2010年のF1世界選手権で2年ぶりに復活してからは北米での単独レースとして開催され続けたが、2026年からは近隣のレースを近い時期に開催するため、モナコグランプリを6月に移すとともにマイアミグランプリの次のレースとして開催される。
2017年3月、開催契約を2029年まで延長したことを発表した。

## 主な出来事

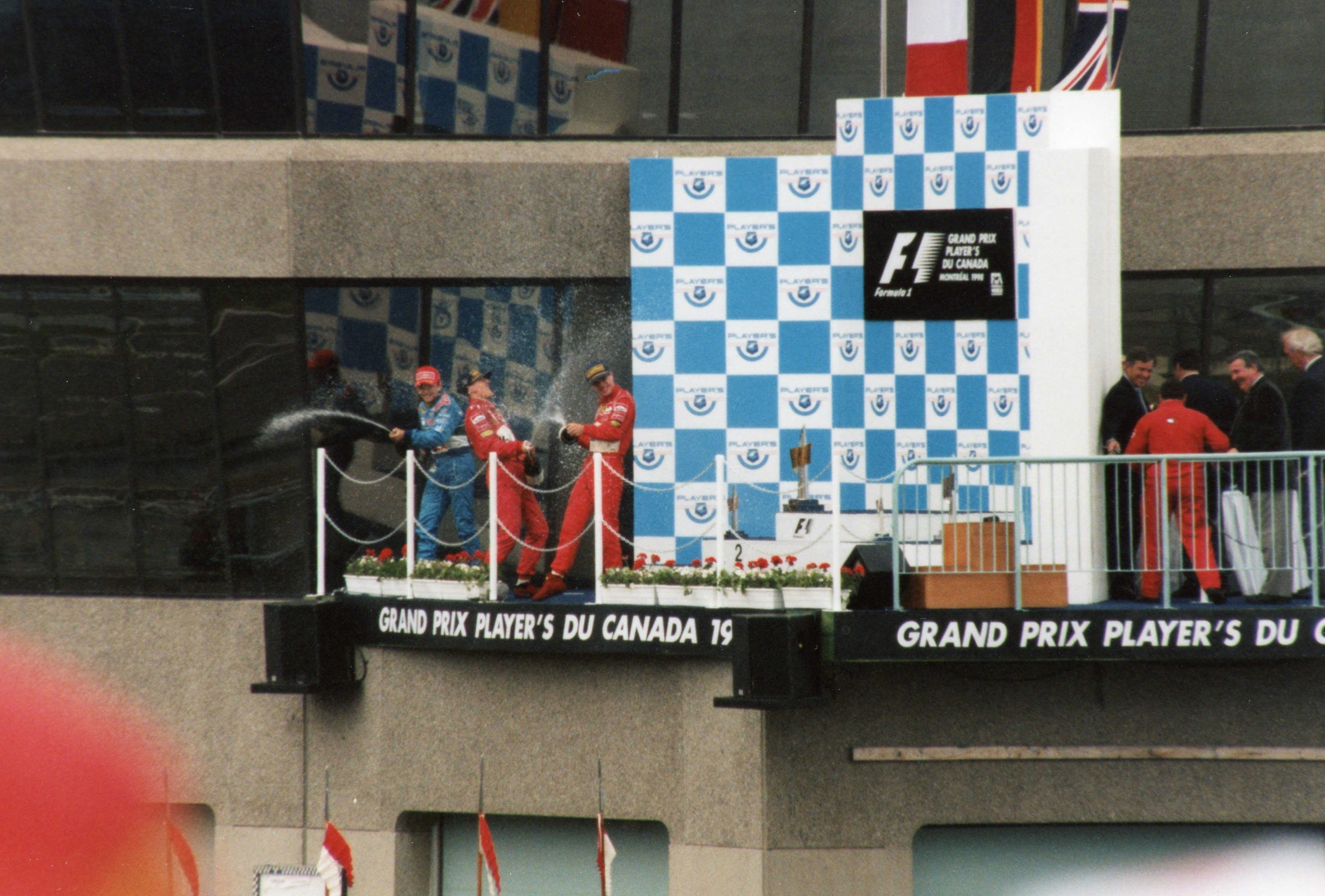
1998年カナダGPの表彰台に立つジャンカルロ・フィジケラ、ミハエル・シューマッハ、エディー・アーバイン。

- 1970年 - ティレルがオリジナルマシンの001を登場させ、コンストラクターとしての第一歩を記した。
- 1977年 - この年カナダ国籍チームとして参戦したウルフが母国GPで優勝。
- 1978年 - フェラーリのジル・ヴィルヌーヴが母国GPでF1初優勝を達成。表彰式ではカナダのピエール・トルドー首相から祝福された。
- 1980年 - チャンピオンを争うアラン・ジョーンズ（ウィリアムズ）とネルソン・ピケ（ブラバム）がスタート直後に接触。赤旗再スタート後にピケがリタイアし、ジョーンズがチャンピオンを獲得した。
- 1982年 - スタートでエンストしたディディエ・ピローニのマシンに追突したリカルド・パレッティが死亡。
- 1989年 - トップを独走していたアイルトン・セナが優勝目前でリタイアし、ティエリー・ブーツェンが初優勝。95戦目という当時最も遅いF1初優勝記録となった。
- 1991年 - ナイジェル・マンセルが優勝に向けてクルージングしていた最終ラップに突然ストップ。ピケがF1での最後の勝利を得た[3]。
- 1995年 - トップを独走していたミハエル・シューマッハが電気系トラブルでスローダウン。フェラーリのジャン・アレジが91戦目でF1初優勝を果たす。
- 2001年 - ラルフ・シューマッハが兄ミハエルとの接戦を制して優勝。F1史上初の兄弟ワンツーフィニッシュを飾る。
- 2007年 - ルーキーのルイス・ハミルトンがデビュー6戦目で初優勝。スーパーアグリの佐藤琢磨が前年度チャンピオンのフェルナンド・アロンソをオーバーテイクして6位に入賞。ロバート・クビサがヘアピンで大クラッシュを喫するが軽症で助かった。
- 2008年 - ピットロード出口で赤信号で停車していたキミ・ライコネンにハミルトンが追突（両者リタイア）。荒れたレースをクビサが制し、ポーランド人ドライバーとしてF1初優勝。BMWザウバーにとってもチーム初勝利となった。
- 2011年 - 大雨のため赤旗中断。再開後にコンディションが回復すると、一時最下位に落ちていたジェンソン・バトンが驚異的な挽回をみせ、最終ラップにハーフスピンしたセバスチャン・ベッテルをかわして優勝した。2時間の中断を含め、レース終了まで4時間を要した。
- 2013年 - 車両撤去作業中のコースマーシャルがクレーン車に轢かれて死亡した。
- 2014年 - シーズンを支配したメルセデスの2台に相次いでトラブルが発生し、レッドブルのダニエル・リチャルドが残り2周でトップのニコ・ロズベルグを抜き去り初優勝した。
- 2018年 - セバスチャン・ベッテルが1度もトップを譲らず、ポール・トゥ・ウィンで通算50勝目を飾った。レースは70周で行われる予定であったが、チェッカーフラッグを振る役割を任されたモデルのウィニー・ハーロウが1周早くチェッカーフラッグが振られるハプニングがあり、規則に従い、68周で終了した。
- 2020年 - 新型コロナウイルス感染症の世界的流行のため開催中止[4]。
- 2021年 - 新型コロナウイルス感染症の世界的流行のため2年連続で開催中止。
- 2024年 - 予選Q3で最初のタイムアタックでジョージ・ラッセルが1分12秒000を記録。その後アタックしたマックス・フェルスタッペンも1000分の1秒まで同タイムを記録した。規定により最初に記録したラッセルがポールポジションとなった。1997年ヨーロッパグランプリ以来の珍事が起こった。

## 過去の結果と開催サーキット
- ピンク地はF1世界選手権以外で開催された年。

### F1世界選手権レース開催前（1961年-1966年）
1961年から1964年はカナディアン・スポーツカー・チャンピオンシップ（Canadian Sports Car Championship、1962年のみCanadian CASC Championship）、1965年はオートウィーク・チャンピオンシップ（Autoweek Championship）、1966年はカナディアン-アメリカン・チャレンジカップ（Canadian-American Challenge Cup、通称Can-Am）の一戦として開催された。ラウンドの数字は各選手権のもの。
| 年   | 決勝日  | ラウンド | サーキット       | 勝者                 | コンストラクター        | 結果      |
| ---- | ------- | -------- | ---------------- | -------------------- | ----------------------- | --------- |
| 1961 | 9月30日 | 4        | モスポートパーク | ピーター・ライアン   | ロータス-クライマックス | 詳細 (en) |
| 1962 | 9月22日 | 8        | モスポートパーク | マステン・グレゴリー | ロータス-クライマックス | 詳細      |
| 1963 | 9月28日 | 9        | モスポートパーク | ペドロ・ロドリゲス   | フェラーリ              | 詳細      |
| 1964 | 9月26日 | 8        | モスポートパーク | ペドロ・ロドリゲス   | フェラーリ              | 詳細      |
| 1965 | 9月25日 | 2        | モスポートパーク | ジム・ホール         | シャパラル-シボレー     | 詳細      |
| 1966 | 9月24日 | 3        | モスポートパーク | マーク・ダナヒュー   | ローラ-シボレー         | 詳細      |

### F1世界選手権レース開催後（1967年以降）
| 年   | 決勝日                                                   | ラウンド                                                 | サーキット                                               | 勝者                                                     | コンストラクター                                         | 結果                                                     |
| ---- | -------------------------------------------------------- | -------------------------------------------------------- | -------------------------------------------------------- | -------------------------------------------------------- | -------------------------------------------------------- | -------------------------------------------------------- |
| 1967 | 08月27日                                                 | 8                                                        | モスポートパーク                                         | ジャック・ブラバム                                       | ブラバム-レプコ                                          | 詳細                                                     |
| 1968 | 09月22日                                                 | 10                                                       | モントランブラン                                         | デニス・ハルム                                           | マクラーレン-フォード                                    | 詳細                                                     |
| 1969 | 09月21日                                                 | 9                                                        | モスポートパーク                                         | ジャッキー・イクス                                       | ブラバム-フォード                                        | 詳細                                                     |
| 1970 | 09月20日                                                 | 11                                                       | モントランブラン                                         | ジャッキー・イクス                                       | フェラーリ                                               | 詳細                                                     |
| 1971 | 09月19日                                                 | 10                                                       | モスポートパーク                                         | ジャッキー・スチュワート                                 | ティレル-フォード                                        | 詳細                                                     |
| 1972 | 09月24日                                                 | 11                                                       | モスポートパーク                                         | ジャッキー・スチュワート                                 | ティレル-フォード                                        | 詳細                                                     |
| 1973 | 09月23日                                                 | 14                                                       | モスポートパーク                                         | ピーター・レブソン                                       | マクラーレン-フォード                                    | 詳細                                                     |
| 1974 | 09月22日                                                 | 14                                                       | モスポートパーク                                         | エマーソン・フィッティパルディ                           | マクラーレン-フォード                                    | 詳細                                                     |
| 1975 | 開催されず                                               | 開催されず                                               | 開催されず                                               | 開催されず                                               | 開催されず                                               | 開催されず                                               |
| 1976 | 10月03日                                                 | 14                                                       | モスポートパーク                                         | ジェームス・ハント                                       | マクラーレン-フォード                                    | 詳細                                                     |
| 1977 | 10月09日                                                 | 16                                                       | モスポートパーク                                         | ジョディー・シェクター                                   | ウルフ-フォード                                          | 詳細                                                     |
| 1978 | 10月08日                                                 | 16                                                       | モントリオール                                           | ジル・ヴィルヌーヴ                                       | フェラーリ                                               | 詳細                                                     |
| 1979 | 09月30日                                                 | 14                                                       | モントリオール                                           | アラン・ジョーンズ                                       | ウィリアムズ-フォード                                    | 詳細                                                     |
| 1980 | 09月28日                                                 | 13                                                       | モントリオール                                           | アラン・ジョーンズ                                       | ウィリアムズ-フォード                                    | 詳細                                                     |
| 1981 | 09月27日                                                 | 14                                                       | モントリオール                                           | ジャック・ラフィット                                     | リジェ-マトラ                                            | 詳細                                                     |
| 1982 | 06月13日                                                 | 8                                                        | モントリオール                                           | ネルソン・ピケ                                           | ブラバム-BMW                                             | 詳細                                                     |
| 1983 | 06月12日                                                 | 8                                                        | モントリオール                                           | ルネ・アルヌー                                           | フェラーリ                                               | 詳細                                                     |
| 1984 | 06月17日                                                 | 7                                                        | モントリオール                                           | ネルソン・ピケ                                           | ブラバム-BMW                                             | 詳細                                                     |
| 1985 | 06月16日                                                 | 5                                                        | モントリオール                                           | ミケーレ・アルボレート                                   | フェラーリ                                               | 詳細                                                     |
| 1986 | 06月15日                                                 | 6                                                        | モントリオール                                           | ナイジェル・マンセル                                     | ウィリアムズ-ホンダ                                      | 詳細                                                     |
| 1987 | 開催されず                                               | 開催されず                                               | 開催されず                                               | 開催されず                                               | 開催されず                                               | 開催されず                                               |
| 1988 | 06月12日                                                 | 5                                                        | モントリオール                                           | アイルトン・セナ                                         | マクラーレン-ホンダ                                      | 詳細                                                     |
| 1989 | 06月18日                                                 | 6                                                        | モントリオール                                           | ティエリー・ブーツェン                                   | ウィリアムズ-ルノー                                      | 詳細                                                     |
| 1990 | 06月10日                                                 | 5                                                        | モントリオール                                           | アイルトン・セナ                                         | マクラーレン-ホンダ                                      | 詳細                                                     |
| 1991 | 06月02日                                                 | 5                                                        | モントリオール                                           | ネルソン・ピケ                                           | ベネトン-フォード                                        | 詳細                                                     |
| 1992 | 06月14日                                                 | 7                                                        | モントリオール                                           | ゲルハルト・ベルガー                                     | マクラーレン-ホンダ                                      | 詳細                                                     |
| 1993 | 06月13日                                                 | 7                                                        | モントリオール                                           | アラン・プロスト                                         | ウィリアムズ-ルノー                                      | 詳細                                                     |
| 1994 | 06月12日                                                 | 6                                                        | モントリオール                                           | ミハエル・シューマッハ                                   | ベネトン-フォード                                        | 詳細                                                     |
| 1995 | 06月11日                                                 | 6                                                        | モントリオール                                           | ジャン・アレジ                                           | フェラーリ                                               | 詳細                                                     |
| 1996 | 06月16日                                                 | 8                                                        | モントリオール                                           | デイモン・ヒル                                           | ウィリアムズ-ルノー                                      | 詳細                                                     |
| 1997 | 06月15日                                                 | 7                                                        | モントリオール                                           | ミハエル・シューマッハ                                   | フェラーリ                                               | 詳細                                                     |
| 1998 | 06月07日                                                 | 7                                                        | モントリオール                                           | ミハエル・シューマッハ                                   | フェラーリ                                               | 詳細                                                     |
| 1999 | 06月13日                                                 | 6                                                        | モントリオール                                           | ミカ・ハッキネン                                         | マクラーレン-メルセデス                                  | 詳細                                                     |
| 2000 | 06月18日                                                 | 8                                                        | モントリオール                                           | ミハエル・シューマッハ                                   | フェラーリ                                               | 詳細                                                     |
| 2001 | 06月10日                                                 | 8                                                        | モントリオール                                           | ラルフ・シューマッハ                                     | ウィリアムズ-BMW                                         | 詳細                                                     |
| 2002 | 06月09日                                                 | 8                                                        | モントリオール                                           | ミハエル・シューマッハ                                   | フェラーリ                                               | 詳細                                                     |
| 2003 | 06月15日                                                 | 8                                                        | モントリオール                                           | ミハエル・シューマッハ                                   | フェラーリ                                               | 詳細                                                     |
| 2004 | 06月13日                                                 | 8                                                        | モントリオール                                           | ミハエル・シューマッハ                                   | フェラーリ                                               | 詳細                                                     |
| 2005 | 06月12日                                                 | 8                                                        | モントリオール                                           | キミ・ライコネン                                         | マクラーレン-メルセデス                                  | 詳細                                                     |
| 2006 | 06月25日                                                 | 9                                                        | モントリオール                                           | フェルナンド・アロンソ                                   | ルノー                                                   | 詳細                                                     |
| 2007 | 06月10日                                                 | 6                                                        | モントリオール                                           | ルイス・ハミルトン                                       | マクラーレン-メルセデス                                  | 詳細                                                     |
| 2008 | 06月08日                                                 | 7                                                        | モントリオール                                           | ロバート・クビサ                                         | BMWザウバー                                              | 詳細                                                     |
| 2009 | 開催されず                                               | 開催されず                                               | 開催されず                                               | 開催されず                                               | 開催されず                                               | 開催されず                                               |
| 2010 | 06月13日                                                 | 8                                                        | モントリオール                                           | ルイス・ハミルトン                                       | マクラーレン-メルセデス                                  | 詳細                                                     |
| 2011 | 06月12日                                                 | 7                                                        | モントリオール                                           | ジェンソン・バトン                                       | マクラーレン-メルセデス                                  | 詳細                                                     |
| 2012 | 06月10日                                                 | 7                                                        | モントリオール                                           | ルイス・ハミルトン                                       | マクラーレン-メルセデス                                  | 詳細                                                     |
| 2013 | 06月09日                                                 | 7                                                        | モントリオール                                           | セバスチャン・ベッテル                                   | レッドブル-ルノー                                        | 詳細                                                     |
| 2014 | 06月08日                                                 | 7                                                        | モントリオール                                           | ダニエル・リカルド                                       | レッドブル-ルノー                                        | 詳細                                                     |
| 2015 | 06月07日                                                 | 7                                                        | モントリオール                                           | ルイス・ハミルトン                                       | メルセデス                                               | 詳細                                                     |
| 2016 | 06月12日                                                 | 7                                                        | モントリオール                                           | ルイス・ハミルトン                                       | メルセデス                                               | 詳細                                                     |
| 2017 | 06月11日                                                 | 7                                                        | モントリオール                                           | ルイス・ハミルトン                                       | メルセデス                                               | 詳細                                                     |
| 2018 | 06月10日                                                 | 7                                                        | モントリオール                                           | セバスチャン・ベッテル                                   | フェラーリ                                               | 詳細                                                     |
| 2019 | 06月09日                                                 | 7                                                        | モントリオール                                           | ルイス・ハミルトン                                       | メルセデス                                               | 詳細                                                     |
| 2020 | 新型コロナウイルス感染症(COVID-19)の世界的流行により中止 | 新型コロナウイルス感染症(COVID-19)の世界的流行により中止 | 新型コロナウイルス感染症(COVID-19)の世界的流行により中止 | 新型コロナウイルス感染症(COVID-19)の世界的流行により中止 | 新型コロナウイルス感染症(COVID-19)の世界的流行により中止 | 新型コロナウイルス感染症(COVID-19)の世界的流行により中止 |
| 2021 | 新型コロナウイルス感染症(COVID-19)の世界的流行により中止 | 新型コロナウイルス感染症(COVID-19)の世界的流行により中止 | 新型コロナウイルス感染症(COVID-19)の世界的流行により中止 | 新型コロナウイルス感染症(COVID-19)の世界的流行により中止 | 新型コロナウイルス感染症(COVID-19)の世界的流行により中止 | 新型コロナウイルス感染症(COVID-19)の世界的流行により中止 |
| 2022 | 06月19日                                                 | 9                                                        | モントリオール                                           | マックス・フェルスタッペン                               | レッドブル-RBPT                                          | 詳細                                                     |
| 2023 | 06月18日                                                 | 9                                                        | モントリオール                                           | マックス・フェルスタッペン                               | レッドブル-ホンダ・RBPT                                  | 詳細                                                     |
| 2024 | 06月09日                                                 | 9                                                        | モントリオール                                           | マックス・フェルスタッペン                               | レッドブル-ホンダ・RBPT                                  | 詳細                                                     |
| 2025 | 06月15日                                                 | 10                                                       | モントリオール                                           | ジョージ・ラッセル                                       | メルセデス                                               | 詳細                                                     |

### 開催されたサーキット

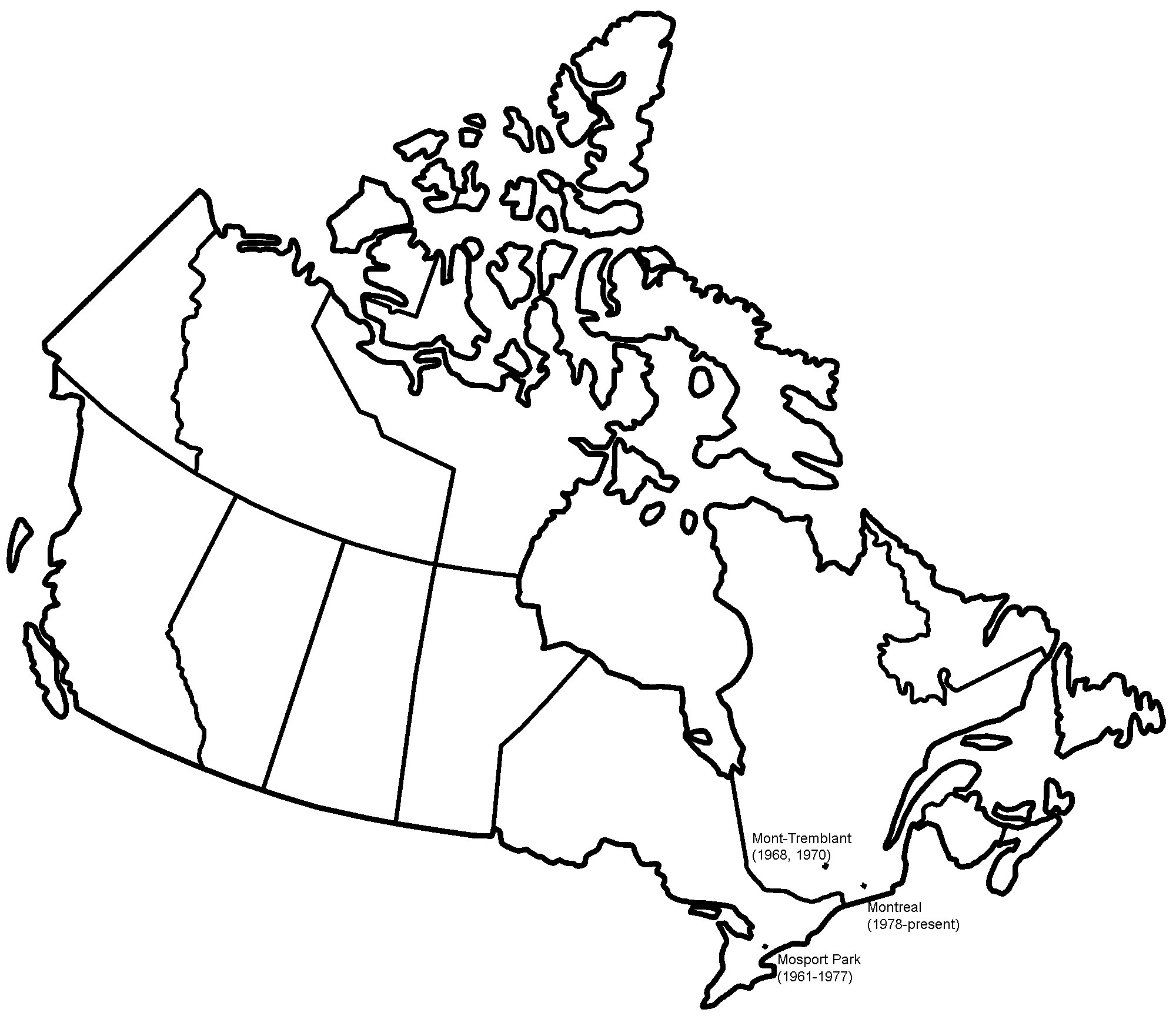
カナダGPの開催地

モスポートパーク（1961-1967, 1969, 1971-1974, 1976-1977）
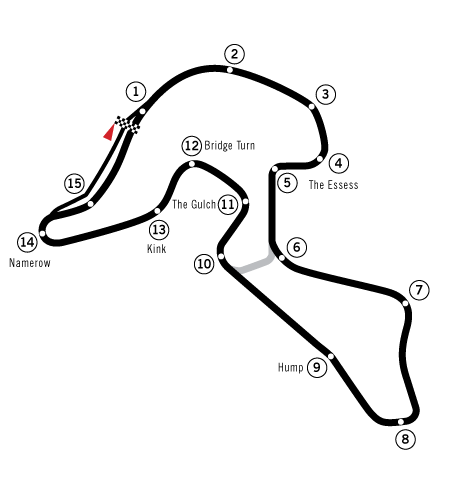
モントランブラン（1968, 1970）
モントリオール（1978-1986）
モントリオール（1988-1993）
モントリオール（1994-1995）
モントリオール（1996-2001）
モントリオール（2002-2008, 2010-2019, 2022-）

## 優勝回数
複数回勝利を挙げた者のみ対象とする。

### ドライバー
| 回数 | ドライバー                 | 優勝年                                   |
| ---- | -------------------------- | ---------------------------------------- |
| 7    | ミハエル・シューマッハ     | 1994, 1997, 1998, 2000, 2002, 2003, 2004 |
| 7    | ルイス・ハミルトン         | 2007, 2010, 2012, 2015, 2016, 2017, 2019 |
| 3    | ネルソン・ピケ             | 1982, 1984, 1991                         |
| 3    | マックス・フェルスタッペン | 2022, 2023, 2024                         |
| 2    | ペドロ・ロドリゲス         | 1963, 1964                               |
| 2    | ジャッキー・イクス         | 1969, 1970                               |
| 2    | ジャッキー・スチュワート   | 1971, 1972                               |
| 2    | アラン・ジョーンズ         | 1979, 1980                               |
| 2    | アイルトン・セナ           | 1988, 1990                               |
| 2    | セバスチャン・ベッテル     | 2013, 2018                               |

- 太字は2025年のF1世界選手権に参戦中のドライバー。
- ピンク地はF1世界選手権以外で開催された年。

### コンストラクター
| 回数 | コンストラクター | 優勝年                                                                             |
| ---- | ---------------- | ---------------------------------------------------------------------------------- |
| 14   | フェラーリ       | 1963, 1964, 1970, 1978, 1983, 1985, 1995, 1997, 1998, 2000, 2002, 2003, 2004, 2018 |
| 13   | マクラーレン     | 1968, 1973, 1974, 1976, 1988, 1990, 1992, 1999, 2005, 2007, 2010, 2011, 2012       |
| 7    | ウィリアムズ     | 1979, 1980, 1986, 1989, 1993, 1996, 2001                                           |
| 5    | レッドブル       | 2013, 2014, 2022, 2023, 2024                                                       |
| 5    | メルセデス       | 2015, 2016, 2017, 2019, 2025                                                       |
| 4    | ブラバム         | 1967, 1969, 1982, 1984                                                             |
| 2    | ロータス         | 1961, 1962                                                                         |
| 2    | ティレル         | 1971, 1972                                                                         |
| 2    | ベネトン         | 1991, 1994                                                                         |

- 太字は2025年のF1世界選手権に参戦中のコンストラクター。
- ピンク地はF1世界選手権以外で開催された年。

1. ↑  1986-1995年はイギリス国籍、1996-2001年はイタリア国籍。

### エンジン
| 回数 | メーカー       | 優勝年                                                                             |
| ---- | -------------- | ---------------------------------------------------------------------------------- |
| 14   | フェラーリ     | 1963, 1964, 1970, 1978, 1983, 1985, 1995, 1997, 1998, 2000, 2002, 2003, 2004, 2018 |
| 12   | フォード       | 1968, 1969, 1971, 1972, 1973, 1974, 1976, 1977, 1979, 1980, 1991, 1994             |
| 11   | メルセデス     | 1999, 2005, 2007, 2010, 2011, 2012, 2015, 2016, 2017, 2019, 2025                   |
| 6    | ルノー         | 1989, 1993, 1996, 2006, 2013, 2014                                                 |
| 4    | ホンダ         | 1986, 1988, 1990, 1992                                                             |
| 4    | BMW            | 1982, 1984, 2001, 2008                                                             |
| 2    | クライマックス | 1961, 1962                                                                         |
| 2    | シボレー       | 1965, 1966                                                                         |
| 2    | ホンダ・RBPT   | 2023, 2024                                                                         |

- 太字は2025年のF1世界選手権に参戦中のメーカー。
- ピンク地はF1世界選手権以外で開催された年。

1. ↑  コスワースが製造。
2. ↑  1999-2005年はイルモアが製造。
3. 1 2  2022-2025年にホンダ・レーシング(HRC)が製造しているRBPT及びホンダ・RBPTと記録は別扱い。